# Dżubb Zurajk
Dżubb Zurajk (arab. جب زريق) – wieś w Syrii, w muhafazie Hama. W 2004 roku liczyła 354 mieszkańców.